# Yu-Gi-Oh!

Các loại bài phổ biến theo thứ tự từ trái qua phải:Bài Quái thú (Monster Card) ; Bài Phép (Spell Card) ; Bài Bẫy (Trap Card) ; Skill Card (chỉ áp dụng với thể thức Speed Duel)

Yu-Gi-Oh! (遊☆戯☆王 (Du Hí Vương) Yū-Gi-Ō!, "Vua Trò Chơi") là một loại manga tiếng Nhật được sáng tác bởi Takahashi Kazuki. Truyện được chuyển thể thành nhiều anime, video game và trò chơi trading card game. Phần lớn bộ truyện tập trung vào trò chơi hư cấu gọi là Duel Monster (tên ban đầu gọi là Phép thuật và phù thủy), trong đó các nhân vật sử dụng các lá bài để "đấu" (duel) bằng các "quái thú" (monster) giả lập. Yu-Gi-Oh! Trading Card Game là một trò chơi ngoài đời thực dựa trên Duel Monster. Tại Việt Nam, bộ phim đã được chiếu trên HTV7 vào khoảng năm 2003-2005 và HTV2 là  năm 2014-2015 với tên là "Vua Trò Chơi Yu-Gi-Oh"

## Sơ lược
Yu-Gi-Oh! là câu chuyện kể về Muto Yugi, một học sinh 17 tuổi trường Domino. Tính tình nhút nhát, hiền lành. Cậu là cháu nội của Muto Sugoroku. Trước đây, ông cậu vốn là một kiện tướng chơi trò chơi cực kì xuất sắc.
Từ nhỏ, ông cậu đã dạy cậu chơi các trò chơi, và ông còn cho cậu một bộ xếp hình. Trong khoảng gần bảy năm, cậu đã tìm tòi và đã lắp ráp được thành Trò chơi Ngàn năm (千年パズル, Sennen Pazuru, "Bộ ghép hình Ngàn Năm"). Nhưng cậu đã không thể hoàn thành được vì mảnh chính của trò chơi bị Jonouchi Katsuya ném xuống nước vì muốn chơi xỏ Yugi. Nhưng sau đó, cảm kích vì Yugi đã dùng thân mình bảo vệ cậu trong một lần bị đội trưởng đội kỉ luật có tính cách du côn đánh, họ trở thành bạn của nhau. Jonouchi lặn xuống nước và lấy lại mảnh chính đưa cho ông nội Yugi.
Cuối cùng, Trò chơi ngàn năm đã hoàn thành. Nhưng kể từ sau khi hoàn thành Trò chơi ngàn năm, Yugi đã xuất hiện một nhân cách khác mặc dù cậu không nhận ra, đó là Yami Yugi (Yugi bóng tối). Cho đến khi Yami Bakura, chủ sở hữu Vòng tròn ngàn năm tìm cách hại Yugi và bạn của cậu trong một trò chơi chết người, thì cũng là lúc Yugi phát hiện ra Yami Yugi. Lúc đầu cậu rất hoảng sợ khi Yami Yugi là nhân cách thứ hai của mình. Nhưng sau đó họ trở thành bạn của nhau.

## Giới thiệu nhân vật sơ lược
Nhân vật chính trong Yu-Gi-Oh! là Muto Yugi, một học sinh trung học nhút nhát, hậu đậu, người đã ráp thành công Trò chơi Ngàn năm và xuất hiện một nhân cách khác thường được gọi là Yami Yugi hay là "Yugi thứ hai", một linh hồn tồn tại trong Trò chơi ngàn năm. Những người bạn thân của Yugi là Jonouchi Katsuya, Mazaki Anzu và Honda Hiroto, Bakura Ryo sau này có thêm Otogi Ryuji và đối thủ chính Kaiba Seto.

## Truyền thông

### Manga

#### Yu-Gi-Oh!
Manga Yu-Gi-Oh! (遊☆戯☆王 Yūgiō) được sáng tác bởi Takahashi Kazuki bằt đầu từ năm 1996 tới 8 tháng 3 năm 2004. Bộ truyện tập trung vào Mutou Yugi, cũng như bạn bè của cậu là Jonouchi Katsuya, Mazaki Anzu, Honda Hiroto và Bakura Ryo. Câu chuyện trong bảy tập đầu tiên được chia ra thành nhiều hồi và chỉ có 3 trong số đó nói về trò chơi Phép thuật và phù thủy. Đến tận tập 8, phần Vương Quốc Bài Thủ (Duelist Kingdom) mới bắt đầu, chuyển trọng tâm của câu chuyện vào trò chơi Duel Monster.
Phiên bản Tiếng Anh của manga Yu-Gi-Oh! được phát hành ở Mỹ và Canada bởi VIZ Media trên cả tạp chí Shonen Jump và trong các tiểu thuyết hình riêng lẻ. Tên gốc của phần lớn nhân vật chính được giữ lại (như là Yugi, Jonouchi, Anzu, và Honda), trong khi tên các nhân vật phụ (như Maximillion Pegasus) và các lá bài Duel Monster được đổi sáng Tiếng Anh.
Dịch giả manga Tiếng Anh là Anita Sengupta (từ tập 1 đến 7, và phần Bài Thủ 1) và Joe Yamazaki (từ phần Bài Thủ 2 đến 24 và phần Thế giới Ký Ức). Một số nội dung đã được sửa đổi trong các ban in sau này của tập trước đó.
Viz phát hành tập 1 đến 7 manga Yu-Gi-Oh! theo tên gốc. Phần Vương Quốc Bài Thủ và Thành phố Chiến Đấu dưới tên Yu-Gi-Oh!: Duelist (Yu-Gi-Oh!: Bài Thủ), trong khi phần Ai Cập Cổ được gọi là Yu-Gi-Oh! Millennium World (Yu-Gi-Oh! Thế giới Ký Ức). Trong ấn bản tháng 12 năm 2007, bộ truyện đã kết thúc, sau năm năm ra mắt trên Shonen Jump ở Hoa Kỳ.

#### Yu-Gi-Oh! R
Yu-Gi-Oh R (遊☆戯☆王 R Yūgiō Āru) được minh hoạ bởi Ito Akira, là một trong những họa sĩ đã vẽ mình hoạ manga Yu-Gi-Oh! gốc, và được giám sát bởi Takahashi. Yu-Gi-Oh! R là một phụ bản của Yu-Gi-Oh! gốc, với hầu hết các nhân vật cũ với một câu truyện mới (nằm giữa phần Thành phố Chiến Đấu và Thế giới Ký Ức). Manga được đăng lần đầu tiên trên tạp chí nguyện san V-Jump của Shueisha ngày 21 tháng 4 năm 2004.

### Anime

#### Yu-Gi-Oh!
Anime Yu-Gi-Oh được sản xuất bởi Toei Animation, có 27 tập, dựa trên manga Yu-Gi-Oh! từ tập 1 đến 7, là các tập không có nội dung về Phép thuật và phù thủy, cũng như không có bất kỳ mối quan hệ nào với Yu-Gi-Oh! Duel Monster; một anime Yu-Gi-Oh! khác được sản xuất bởi Nihon Ad Systems (NAS), nhưng nó thường được gọi là "seri đầu tiên" để phân biệt với các seri sau đó (hay còn được gọi sai lầm là Yu-Gi-Oh! Phần 0.) Chương trình được phát sóng lần đầu tiên vào ngày 4 tháng 4 năm 1998 trên TV Asahi và kết thúc vào ngày 10 tháng 10 năm 1998. Anime này chưa từng được trình chiếu bên ngoài Nhật Bản.

#### Yu-Gi-Oh! Duel Monster
"Yu-Gi-Oh!" còn được biết đến ở Nhật Bản với tên Yu-Gi-Oh! Duel Monster (遊☆戯☆王 デュエルモンスターズ Yūgiō Dyueru Monsutāzu), là series Yu-Gi-Oh! đầu tiên được giới thiệu ở Phương Tây. Seri này được sản xuất bởi NAS, và phát sóng lần đầu tiên trên TV Tokyo vào ngày 18 tháng 4 năm 2000. Seri sau đó được dịch thành hơn 20 thứ tiếng và phát sóng ở 60 quốc gia. Seri này chủ yếu dựa trên manga Yu-Gi-Oh! từ tập 8 trở đi, và kết thúc với 224 tập vào ngày 29 tháng 9 năm 2004.
Có hai phiên bản anime Tiếng Anh của Yu-Gi-Oh! Duel Monster: một 4Kids Entertainment ở Mỹ và một của A.S.N ở Đông Nam Á.
8 tháng 5 năm 2001, 4Kids có được quyền thương mại và phát sóng Yu-Gi-Oh! Duel Monster ở Mỹ từ Konami. Họ hợp tác với Warner Bros. và phát hành phiên bản lồng tiếng trên Kids' WB! ngày 29 tháng 9 năm 2001, với tên gọi Yu-Gi-Oh!. Anime Yu-Gi-Oh! Tiếng Anh được chia thành nhiều phần. Chương trình được phát sóng từ 29 tháng 9 năm 2001 đến 10 tháng 6 năm 2006.
Anime Tiếng Anh Yu-Gi-Oh! của 4Kids được phát sóng trên nhiều kênh khác nhau. Ở Mỹ Hoa Kỳ, nó được phát sóng trên Kids' WB!. Ở Canada, nó được phát sóng trên YTV. Ở Anh, nó được phát sóng trên Nickelodeon, CITV (ITV Thiến nhi) trên Freeview Kênh 72, ITV2, ITV4, ở Úc trên Network Ten và Nickelodeon. Như nhiều anime gốc được làm sau kênh ở thị trường Nhật Bản, trong anime Tiếng Anh có một số thay đổi (bao gồm tên của phần lớn các nhân vật).

### Phim điện ảnh
Bộ phim điện ảnh đầu tiên được đặt tên đơn giản là Yu-Gi-Oh! và chỉ được phát hành ở Nhật Bản. Đây là bộ phim 30 phút được sản xuất bởi Toei Animation, và được công chiếu tại rạp ngày 6 tháng 3 năm 1999. Các nhận vật trong bộ phim dựa trên các nhân vật trong seri phần 1 anime Yu-Gi-Oh!.
Bộ phim kể về một cậu bé tên Shōgo Aoyama, người quá nhút nhát không dám chơi bài, ngay cả khi cậu ta sở hữu lá bài hùng mạnh; Red-Eyes Black Dragon huyền thoại, trong Bộ Bài của mình. Yugi cố gắng tạo cho Shōgo lòng can đảm bằng cách đấu bài với Seto Kaiba, kẻ đang để ý tới lá bài hiếm của Shogo.
Yu-Gi-Oh! The Movie: Pyramid of Light, thường gọi là Yu-Gi-Oh! The Movie, phát hành lần đầu tiên ở Bắc Mỹ vào ngày 13 tháng 8 năm 2004. Các nhân vật của bộ phim đến từ seri thứ 2 anime Yu-Gi-Oh!. Trong phim, Atem phải đối mặt với kẻ thù là Anubis, Vị Thần Của Cái Chết trong tín ngưỡng Ai Cập.
Yu-Gi-Oh! 3D: Bonds Beyond Time, có tên gọi ở Nhật là Yu-Gi-Oh! Bản Điện ảnh: Siêu Dung Hợp! Liên Kết Xuyên Thời Gian (劇場版　遊☆戯☆王　～超融合！時空を越えた絆～ Gekijō-ban Yūgiō ~Chō-Yūgō! Jikū o Koeta Kizuna~), hay Yu-Gi-Oh! 10th (遊☆戯☆王 10th) là một phim 3-D được phát hành ngày 23 tháng 1 năm 2010 Ở Nhật, và vào mùa xuân 2011 ở thị trường Bắc Mỹ. Đây là bộ phim kỉ niệm 10 năm Yu-Gi-Oh! với các nhân vật chính là Muto Yugi, Yuki Judai và Fudo Yusei, chiến đấu chống lại kẻ thù tên là Paradox.
Yu-Gi-Oh! The Dark Side of Dimensions ( 遊☆戯☆王 ＴＨＥ　ＤＡＲＫ　ＳＩＤＥ　ＯＦ　ＤＩＭＥＮＳＩＯＮＳ), là một phim 3-D được phát hành vào ngày 23 tháng 4 năm 2016 và trên toàn thế giới vào năm 2017. Đây là bộ phim kỉ niệm 15 năm Yu-Gi-Oh! với các nhân vật chính là Seto Kaiba, Mutou Yugi và họ đối mặt lẫn nhau và đối mặt với một kẻ thù có tên Diva (Aigami).

### Các phụ bản

#### Yu-Gi-Oh! GX
Với bối cảnh được đặt ở nhiều năm sau các sự kiện trong seri trước, Yu-Gi-Oh! GX (còn gọi là Yu-Gi-Oh! Duel Monsters GX ở Nhật) kể về chàng trai tên là Yuki Judai (Jaden Yuki trong bản Tiếng Anh) với hy vọng trở thành một Vua Đấu Bài mới. Seri với 180 tập được phát sóng từ 6 tháng 10 năm 2004 đến 26 tháng 3 năm 2008.
Manga Yu-Gi-Oh! GX (遊☆戯☆王 GX Yūgiō Jī Ekkusu) là manga phỏng theo anime truyền hình Yu-Gi-Oh! GX. Bộ truyện được minh hoạ bởi Kageyama Naoyuki và những người khác từ anime, với một câu chuyện khác so với anime.
Loạt manga Yu-Gi-Oh! GX được phát hành ở Bắc Mỹ bởi VIZ Media. Được đăng từng kỳ trên tạp chí Shonen Jump, bắt đầu từ Tháng 1, 2007. Không như các manga đăng từng kỳ khác, mỗi ấn bản chỉ in một chương manga. Không như phiên bản Tiếng Anh của manga gốc, manga Yu-Gi-Oh! GX Tiếng Anh sử dụng tên trong anime Tiếng Anh được đặt bởi 4Kids Entertainment.

#### Yu-Gi-Oh! 5D's
Yu-Gi-Oh! 5D's (遊☆戯☆王 5D's Yūgiō Faibu Dīzu), là một phụ bản anime khác của Yu-Gi-Oh! gốc, với một nhân vật chính mới Fudo Yusei với cậu chuyện xoay quanh các lá bài rồng mà khi tập hợp chúng lại sẽ giải thoát được một thánh thú tên là Crimson Dragon. Khác biệt chính so với các chương trình "Yu-Gi-Oh!" là các bài thủ chơi bài trên môtô thay vì dùng Duel Disk trong các sân vận động, và một kiểu quái thú mới được giới thiệu: Synchro Monster. Bộ anime bắt đầu phát sóng trên TV Tokyo từ ngày 2 tháng 4 năm 2008, và phát sóng ở Hoa Kỳ ngày 13 tháng 9 năm 2008.
Manga Yu-Gi-Oh! 5D's (遊☆戯☆王 5D's Yūgiō Daibu Dīzu) được đăng dài kì trên Tạp chí nguyệt san V-Jump từ tháng 8 năm 2009. Bộ manga này được sáng tác bởi Masahiro Hikokubo và Satou Masashi, cũng như manga GX, nó có nội dung khác so với bản anime.

#### Yu-Gi-Oh! ZEXAL
Yu-Gi-Oh! ZEXAL, là phụ bản thứ 4 bao gồm anime và manga của Yu-Gi-Oh. Phần này giới thiệu một loại triệu hồi mới: XYZ Summon. Nhân vật chính của Zexal là Tsukumo Yuma, 13 tuổi, sống tại thành phố Heartland và là học viên năm nhất của học viện Heartland, nổi tiếng với thành tích "đấu toàn thua", khá hậu đậu và hơi ngốc, khác hẳn với các đàn anh phần trước, cậu thường kêu to khẩu hiệu "Kattobingu da Ore" để động viên tinh thần mặc dù nó chả có ý nghĩa gì cả. Mọi thứ thay đổi khi Yuma gặp Astral, 1 thực thể đến từ thế giới Astral ẩn mình trong chiếc chìa khóa Emperor mà Yuma luôn coi là thứ quan trọng nhất vì được bố Tsukumo Kazuma trao lại trước khi mất tích. Astral hoàn toàn không nhớ gì ngoại trừ tên mình, vì ký ức của Astral bị chia thành 100 lá bài XYZ Number đã bị phân tán ra nhiều nơi khác nhau trên Trái Đất và khống chế những ai sỡ hữu chúng, hơn nữa vì sự sống của Astral gắn liền với điểm gốc của Yuma trong các trận đấu với người sở hữu number (điểm gốc hạ dần, Astral sẽ dần biến mất), với quyết tâm bảo vệ Astral cùng với sự giúp đỡ của bạn bè, Yuma dần có được nhiều kinh nghiệm cho các trận đấu sau này. Thu thập các number để khôi phục ký ức và bảo vệ Astral, đối đầu với thế lực đến từ thế giới Barian trong cuộc chiến tranh giành Numeron Code (lá bài đã tạo ra thế giới trong Yu-Gi-Oh! và có thể thao túng mọi thứ chỉ có thế tìm ra khi 1 bên có được 100 number) là trọng tâm trong cốt truyện của ZEXAL.
Không như các series trước, nhân vật chính là 1 học sinh cấp 2,kế thừa sự nghiệp của 3 đàn anh đi trước như Muto Yugi; Yuki Judai; Fudo Yusei. Yuma là 1 cậu bé vụng về, hậu đậu nhưng có 1 ý chí đó là luôn muốn "Chinh phục được bầu trời cao"
Tập đầu tiên được phát sóng trên kênh TV Tokyo tại Nhật từ ngày 11 tháng 4 năm 2011 và kết thúc vào ngày 23 tháng 3 năm 2014 với 146 tập phim.

#### Yu-Gi-Oh! Arc-V
Yu-Gi-Oh! Arc-V là phụ bản anime thứ năm của Yu-Gi-Oh!, nhân vật chính trong Arc-V là Sakaki Yuya, cậu mơ ước trở thành "Entertainment Duelist", 1 dạng "Bài thủ chuyên nghiệp".Phần này tổng hợp nhiều thứ của seri trước (Heartland của XYZ, moto của Synchro,…)
Tập đầu tiên được phát sóng trên kênh TV Tokyo tại Nhật từ ngày 6 tháng 4 năm 2014

#### Yu-Gi-Oh! VRAINS
Là phần thứ sáu của loạt phim. Giới thiệu một kiểu triệu hồi mới: Link Summon. Nhân vật chính là Fujiki Yusaku, là một học sinh trung học và là một hacker không thích nổi bật trước đám đông. Chủ đề của phim là "Hãy tiến lên phía trước, và cố gắng!"

#### Yu-Gi-Oh! SEVENS
Là phần thứ bảy của loạt phim. Giới thiệu cách đánh bài mới: Rush Duel. Nhân vật chính trong phần này là Ohdo Yuga, người tạo ra cách đấu bài Rush Duel. Cậu muốn tạo ra luật chơi mới này để mọi người có thể tự do đấu bài trong tiếng cười chứ không bị những bộ luật quá hà khắc được đưa ra bởi tập đoàn Goha, công ty phát triển Dual Disk mới nhất cho tới hiện tại.

### Trading Card Game

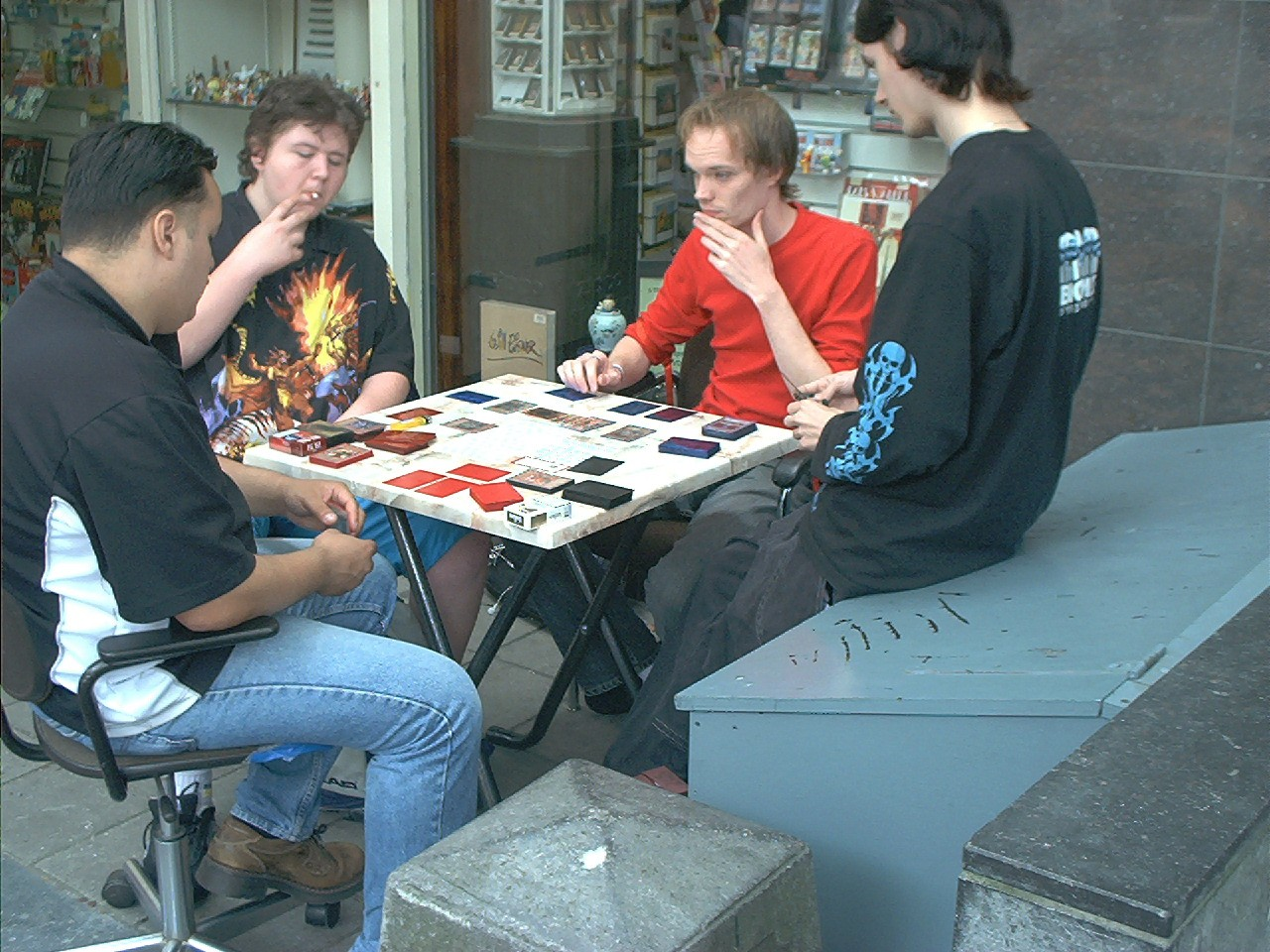
Một nhóm người chơi Yu-Gi-Oh! Trading Card Game.

#### Yu-Gi-Oh! Capsule Monster
Yu-Gi-Oh! Capsule Monster (遊☆戯☆王 カプセルモンスターズ Yūgiō: Kapuseru Monsutāzu) là một bộ anime 12 tập được sản xuất và biên tập bởi 4Kids (tương tự như Yu-Gi-Oh! The Movie - Pyramid of Light). Bối cảnh của nó được đặt trước khi kết thúc seri Yu-Gi-Oh! (Yu-Gi-Oh: Duel Monster), co lẽ ở một thời điểm nào đó trong phần 5. Capsule Monster liên quan đến Yugi (Yūgi), Joey (Jōnouchi), Téa (Anzu), Tristan (Honda) và ông nội của Yugi Solomon (Sugoroku) bị đưa vào một thế giới nơi Duel Monster có thật.

### Tiếng Nhật
- Yu-Gi-Oh! Dotcom (Website tiếng Nhật) (遊☆戯☆王ドットコム Yūgiō Dottokomu)
- Website chính thức của seri anime Yu-Gi-Oh! phần đầu
- Website chính thức của Yu-Gi-Oh! Duel Monster
- Yu-Gi-Oh! trên Konami
- Yu-Gi-Oh! trên Weekly Shōnen Jump

### Tiếng Anh
- Website Tiếng Anh chính thức của Yu-Gi-Oh! trên 4Kids TV Lưu trữ ngày 1 tháng 12 năm 2010 tại Wayback Machine
- Trang về Yu-Gi-Oh! trên Shonen Jump Lưu trữ ngày 10 tháng 8 năm 2005 tại Wayback Machine
- Yu-Gi-Oh! Wikia
- Yu-Gi-Oh! (manga) tại từ điển bách khoa của Anime News Network